# نیژنکاریشوو
نیژنکاریشوو (به لاتین: Nizhnekaryshevo) یک منطقهٔ مسکونی در روسیه است که در باشقیرستان واقع شده‌است.